# Arktikugol

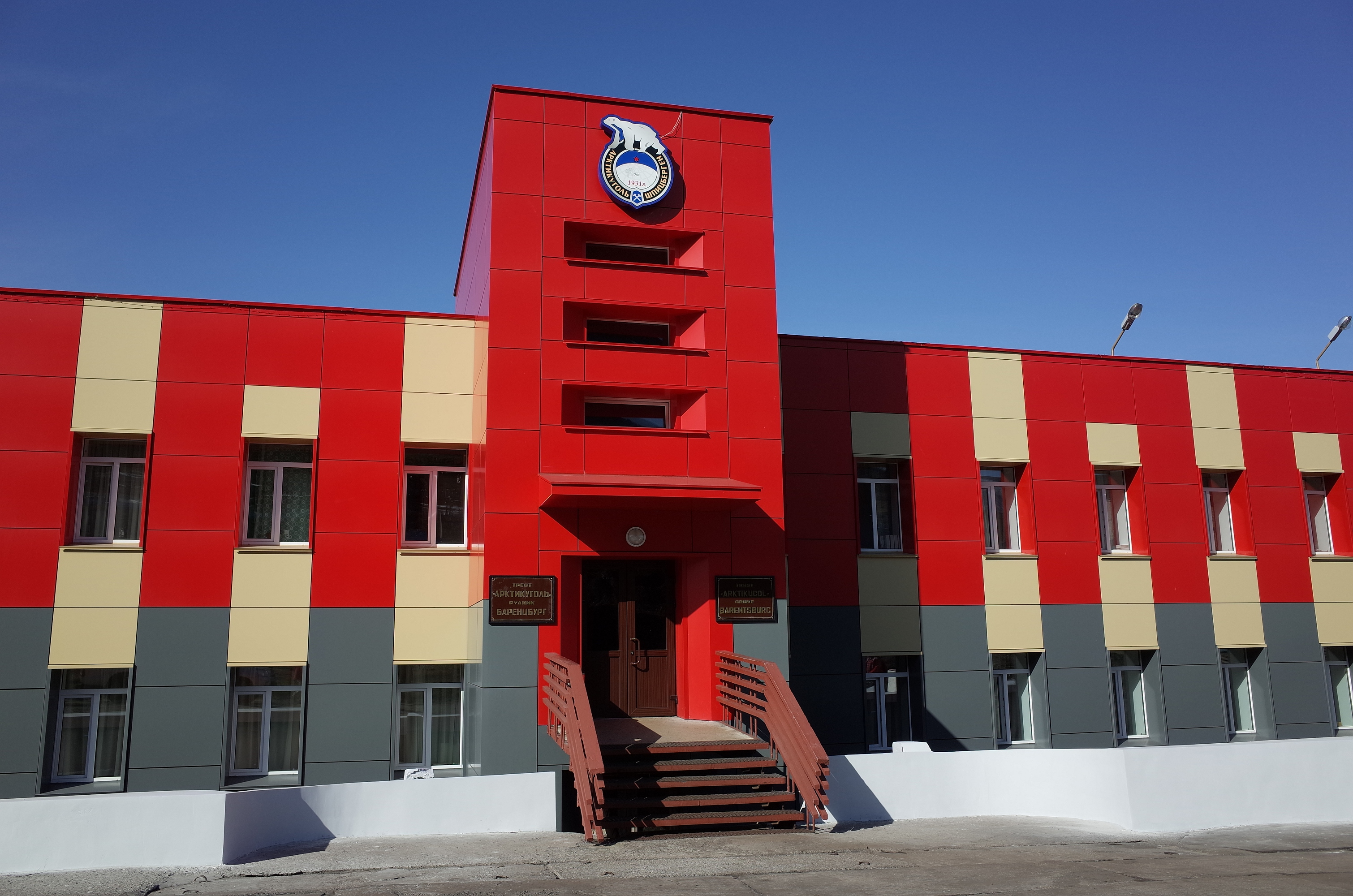
Hauptgebäude der Trust Arktikugol Gruve Barentsburg

Arktikugol (russisch Арктикуголь, zu deutsch: arktische Kohle; oft Trust Arktikugol; auch Arcticugol) ist eine Kohleminengesellschaft in russischem (früher sowjetischem) Staatsbesitz, welche in Barentsburg auf Spitzbergen (Norwegen) niedergelassen ist. Arktikugol wird durch die russische Regierung stark subventioniert.

## Geschichte

### Beginn sowjetischer Aktivitäten

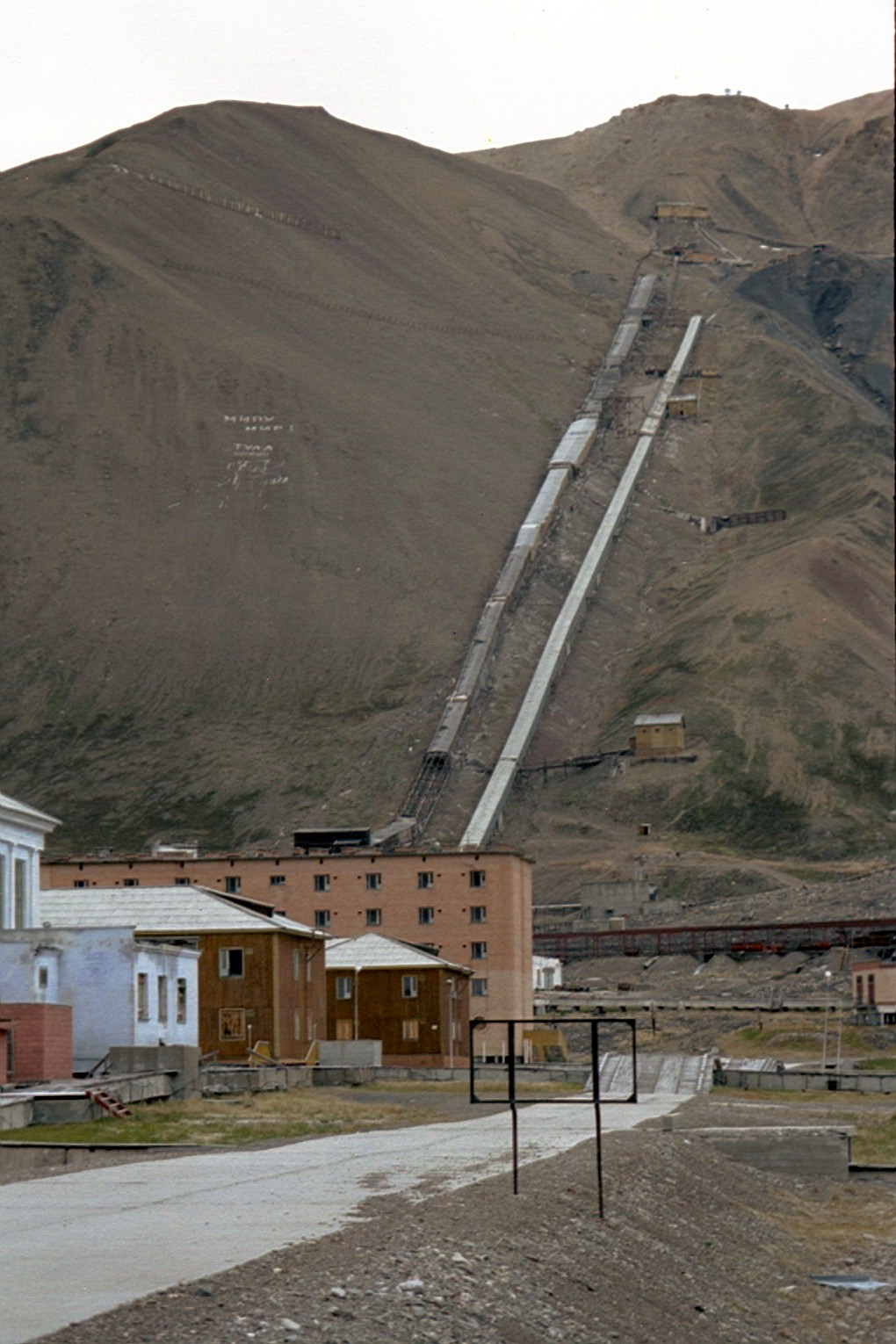
Kohleförderungsanlagen in Pyramiden

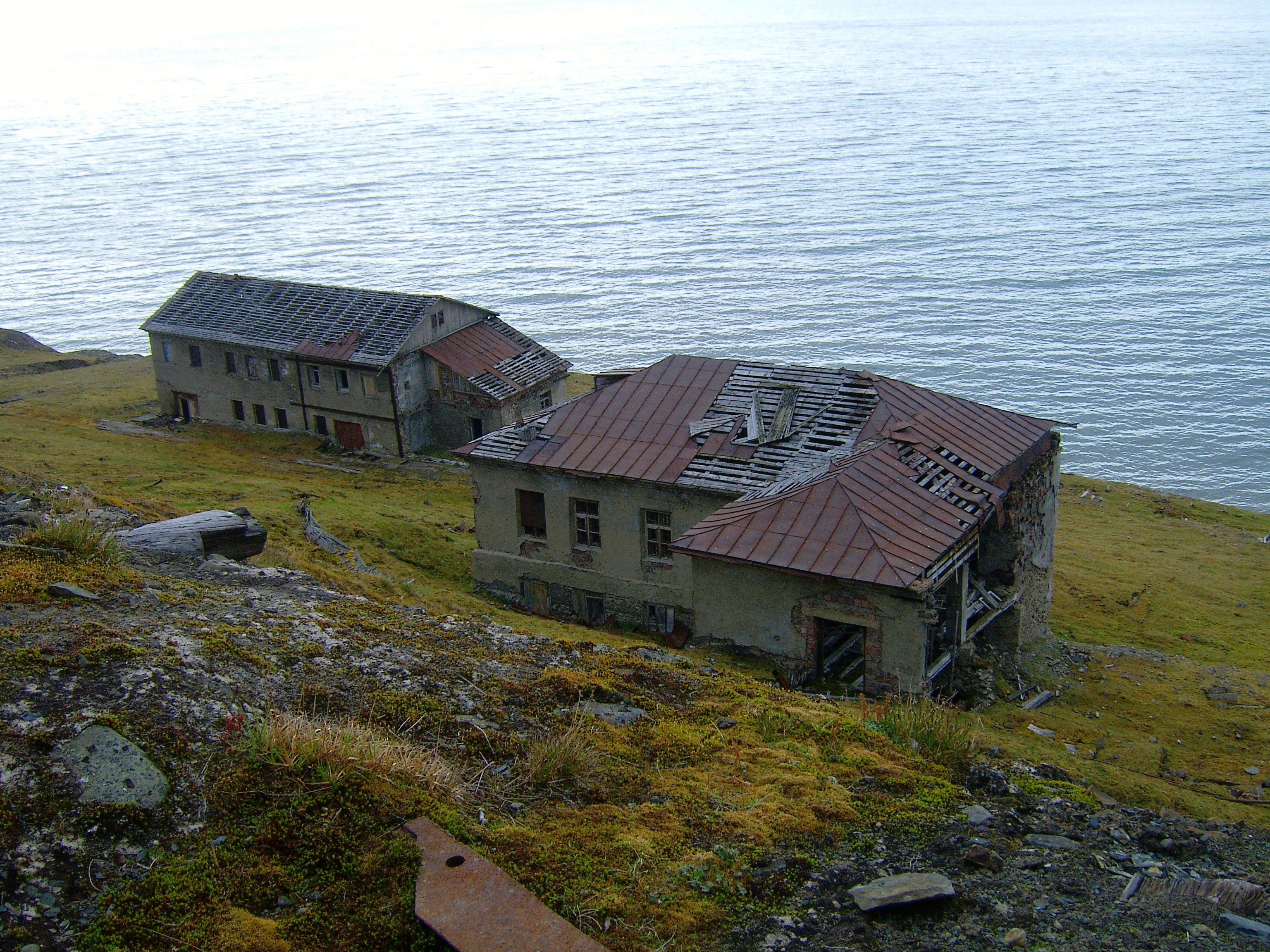
Verlassene Häuser in Grumantbyen

Nachdem am 9. Februar 1920 der Spitzbergen-Vertrag allen Ländern, die diesen Vertrag unterzeichneten, gleiche Rechte zum Abbau der natürlichen Ressourcen zubilligte, kam es am 29. Juli dieses Jahres zur ersten Resolution der Sowjetunion hinsichtlich ihrer Interessen am Kohleabbau im Norden.
Die Minen in Pyramiden wurden zuerst von einem schwedischen Unternehmen ausgebeutet, 1917 wurden sie Teil der SpetsbergenSvenska Kolflt. In Grumantbyen war von 1920 bis 1926 die Anglo Russian Grumant Company tätig, die 1926 das schwedische Unternehmen aufkaufte. Sojusljesprom unterzeichnete am 12. Juni 1931 ein Abkommen, infolge dessen sie das anglorussische Unternehmen zur Gänze übernahmen. In Barentsburg begann der experimentelle Minenbetrieb im Jahr 1900, 1921 bis 1932 war die N.V. Nederlandsche SpitzbergenCompagnie  (Nespico) hier aktiv. 1932 gelangte schließlich auch diese Bergbauanlage in den Besitz des russischen Unternehmens.

### Entstehen und Entwicklung des Trusts
Am 30. Juli 1931 schlug Sergej Bergawinow, der Leiter der Gesellschaft Sojusljesprom vor, die sowjetischen Kohleanlagen auf Spitzbergen in einem Trust neu zu organisieren. Am 25. September dieses Jahres überreichte Grigori Konstantinowitsch Ordschonikidse, Vorsitzender des nationalen Wirtschaftsrates, den sowjetischen Kommissären einen Vorschlag zur Einrichtung des Trusts Arktikugol, der am 7. Oktober 1931 angenommen wurde. Am selben Tag kam es zur Unterzeichnung der Statuten; Trust-Sitz wurde Moskau.
Von 1941 bis 1947 waren alle Minen stillgelegt. Die Minen in Grumantbyen waren daraufhin noch bis 1961 in Betrieb, 1998 erfolgte die Schließung der Minen von Pyramiden aufgrund schlechter Wirtschaftlichkeit. Die Siedlung blieb komplett erhalten, wurde jedoch zur Geisterstadt.

### Aktuelles
Heute ist Arktikugol die einzige nicht-norwegische Minengesellschaft auf Spitzbergen. Die jährliche Fördermenge an Kohle, etwa 120.000 Tonnen, gilt als unrentabel; Russland hält dennoch am Standort Spitzbergen fest, unter anderem um die tiefen Fjorde für seine U-Boote nutzen zu können. Derzeit plant Arktikugol die Eröffnung einer neuen Mine in Colesbukta (zwischen Longyearbyen und Barentsburg nahe Grumant, norwegisch: Grumantbyen), in deren Umgebung 1962 eine andere (nicht-russische) Mine geschlossen wurde. Dieses Vorhaben ist aufgrund der ökologischen Bedeutung jener Gegend und der dort reichen Tundrenvegetation umstritten, aber von norwegischer Seite genehmigt. Die unternehmenseigene Forschungsstation betrachtet die zur neuen Mine führende Straße als einziges mögliches Problem für die Umwelt – da die Kohle aber nicht über Land, sondern per Schiff transportiert werden sollte, wäre auch dieses Umweltrisiko vermieden.
 Artikugol plant die Eröffnung dieser Mine für 2010 und will dadurch die jährliche Produktion auf mehr als eine halbe Million Tonnen Kohle anheben, was immer noch deutlich unter der Marke der Store Norske Spitsbergen Kulkompani liegt, die etwa drei Millionen Tonnen Kohle pro Jahr fördert. Die neue Mine soll 50 bis 60 Jahre lang in Betrieb sein.

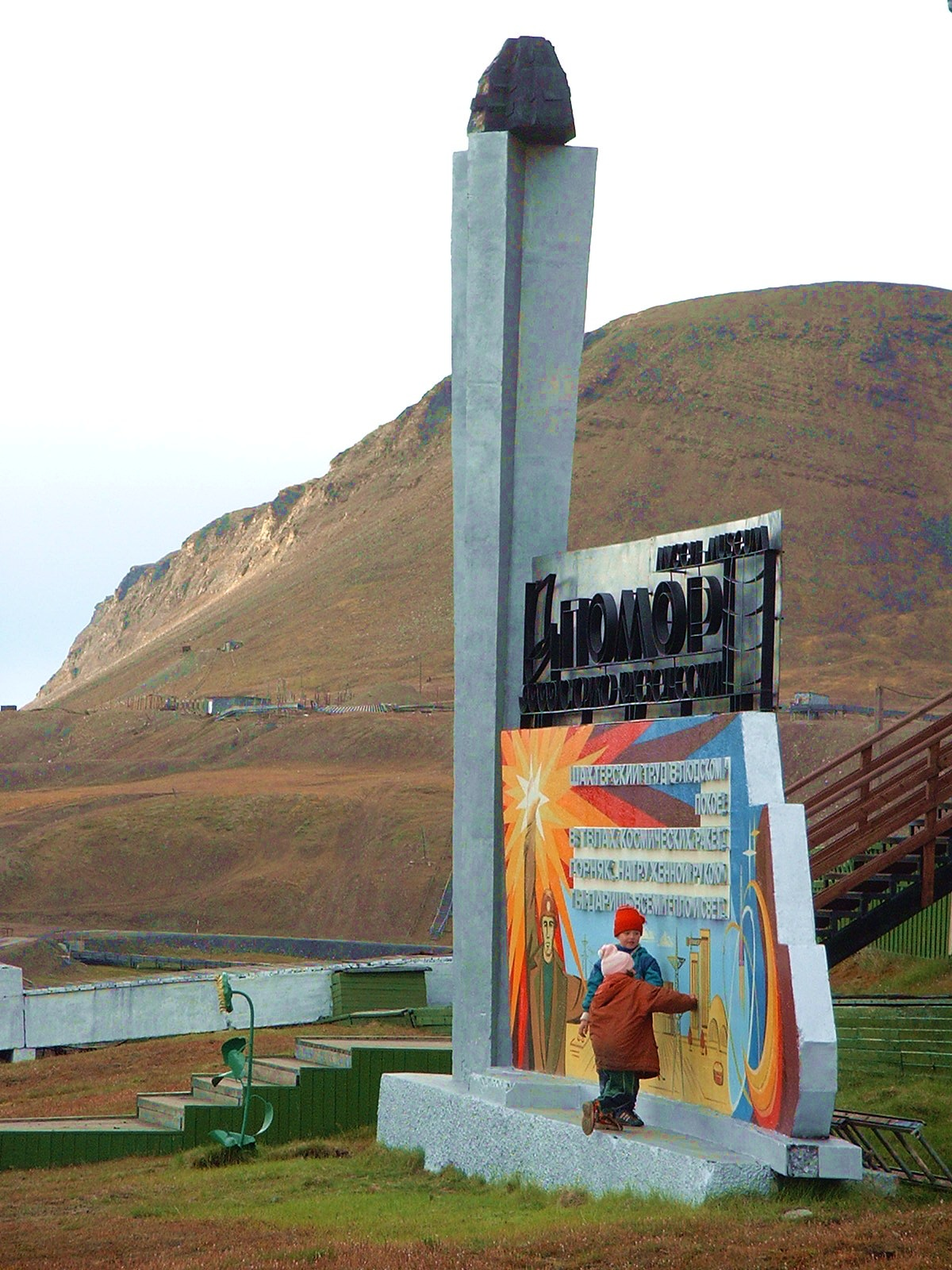
Russisches Bergbaudenkmal in Barentsburg

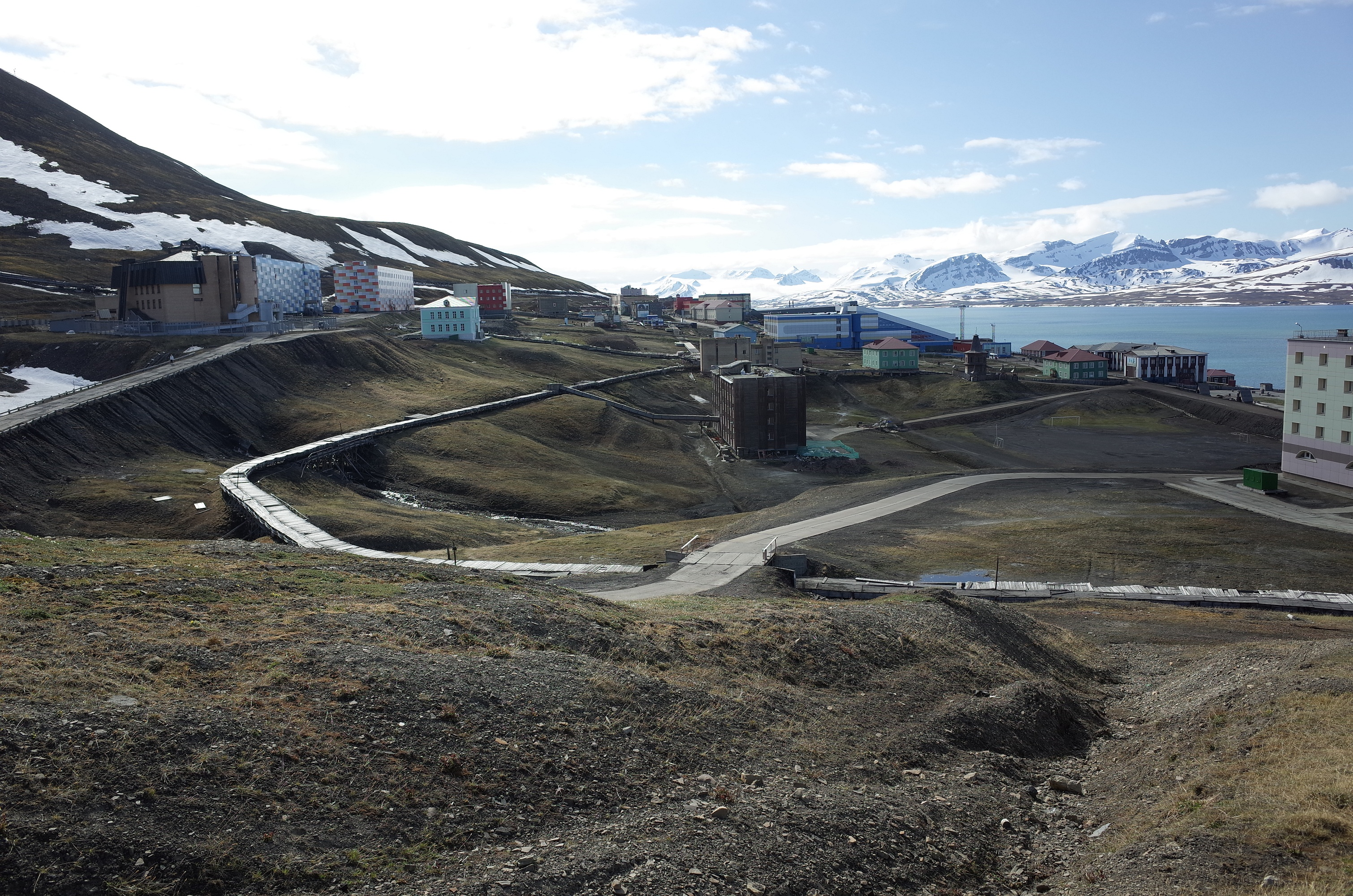
Barentsburg

Am 17. Oktober 2006 entdeckten norwegische Inspekteure in Barentsburg ein schwelendes unterirdisches Feuer. Ein Ausbruch eines offenen Feuers wurde befürchtet, wodurch ganz Barentsburg für unbestimmte Zeit hätte evakuiert werden müssen. Auch Probleme in der Umwelt konnten nicht ausgeschlossen werden. Am 3. November schien das Feuer unter Kontrolle, aber es bestehen Zweifel, dass Arktikugol aufgrund mangelhafter Ausrüstung mit derartigen Problemen umzugehen weiß. Dies ist zudem nicht der einzige Zwischenfall in jüngerer Vergangenheit: 1996 kamen durch einen Flugzeugabsturz 141 Menschen ums Leben, im September 1997 starben etwa 20 russische Bergarbeiter bei einer Explosion, am 30. März 2008 kamen zwei russische und ein ukrainischer Arbeiter bei einem Absturz eines Mi-8-Helikopters in Unternehmensbesitz ums Leben, nachdem dieser beim Landemanöver in eine Windbö geriet.

## Arbeit und Leben in der Gesellschaft
Die Arbeiter erhalten bei Betriebseintritt einen Zweijahresvertrag. Bei beidseitiger Zufriedenheit können die Arbeiter nach Ablauf dieser Zeit bleiben so lange sie wollen. Für die Minenarbeiter betreibt die Gesellschaft eine eigene, in sozialistischer Plattenbau-Architektur gehaltene Siedlung, in welcher knapp 500 Menschen leben, darunter auch wenige Kinder und etwa 100 Frauen. Letztere finden in einer Fabrik, in der norwegische Trachten hergestellt werden, einen Job. Durch eine Wiederbelebung der Minen in Grumant könnte sich die Einwohnerzahl der Siedlung Arktikugol auf etwa 1000 verdoppeln. Arktikugol betreibt neben einer Forschungsstation außerdem eine Kantine, einen Supermarkt und ein Hotel.
Zählten die Minenarbeiter in Arktikugol zu Sowjetzeiten noch zu den Privilegierten, ist das Leben der heute etwa 600 Arbeiter von äußerster Isolation geprägt, außerdem werden Flüge nach Murmansk und Subventionen aus dem Mutterland immer seltener. Die heute tätigen Arbeiter stammen überwiegend aus der Ukraine und verdienen kaum ein Zehntel der Arbeiter der Store Norske Spitsbergen Kulkompani, der norwegischen Gesellschaft in Longyearbyen, aber mehr als in anderen Minen der ehemaligen UdSSR.
Entwicklung 2022
Stand 2022 leben nur noch knapp 300 Menschen in der Siedlung.

## Eigene Währung
Innerhalb der Gesellschaft Arktikugol gab es eine eigene Währung (Rubel und Kopeken), die oft als nördlichste der Welt bezeichnet wird. Münzen und Banknoten von Arktikugol sind rar und bei Sammlern gefragt. Banknoten existieren in zwei Serien (1961 und 1979), Münzen aus dem 20. Jahrhundert in drei (1946, 1993, 1998), wobei die Serie von 1998 nie im Umlauf war. Die Münzen aus dem Jahr 1993 mussten nach wenigen Monaten aus dem Umlauf genommen werden, da Norwegen bemängelte, dass die Aufprägung von Российская Федерация („Russische Föderation“) und Шпицберген („Spitzbergen“) den Eindruck vermittle, die Inselgruppe gehöre zu Russland. Geprägt wurden die Münzen in St. Petersburg; die beiden erstgenannten Serien gelten als Token. Aus dem Jahr 2001 sind zwei Gedenkmünzen zum Kursk-Unglück und zu den Terroranschlägen in New York bekannt, deren Status als Münze wird jedoch angezweifelt. Auch Briefmarken wurden für Arktikugol gedruckt.
Heute funktioniert der Zahlungsverkehr in den unternehmenseigenen Märkten und Kantinen bargeldlos mittels Chipkarten, die Löhne erhalten die Arbeiter abzüglich dieser Ausgaben erst am Ende des Dienstverhältnisses.